# Seseli promonense
Seseli promonense är en flockblommig växtart som beskrevs av Roberto de Visiani. Seseli promonense ingår i släktet säfferötter, och familjen flockblommiga växter. Inga underarter finns listade i Catalogue of Life.